# 鷲ダム
鷲ダム（わしダム）は、福井県大野市鷲、九頭竜川水系九頭竜川に建設されたダム。高さ45メートルの重力式アーチダムで、電源開発（Jパワー）の発電用ダムである。同社の揚水式水力発電所・長野発電所の下池を形成。上池・九頭竜ダム（九頭竜湖、国土交通省・電源開発共同管理）との間で水を往来させ、最大22万キロワットの電力を発生する。

## 歴史
1957年（昭和32年）、電源開発は九頭竜川上流部における水力発電所建設計画を発表した。この時点では鷲ダムの建設はもちろん、揚水発電自体が計画に含まれていなかった。計画に揚水発電を加味するように勧めたのは通商産業省（通産省、現・経済産業省）であり、このとき揚水発電の下池として鷲ダムが計画された。九頭竜ダムおよび鷲ダムは1968年（昭和43年）に完成し、長野発電所の運転が開始された。

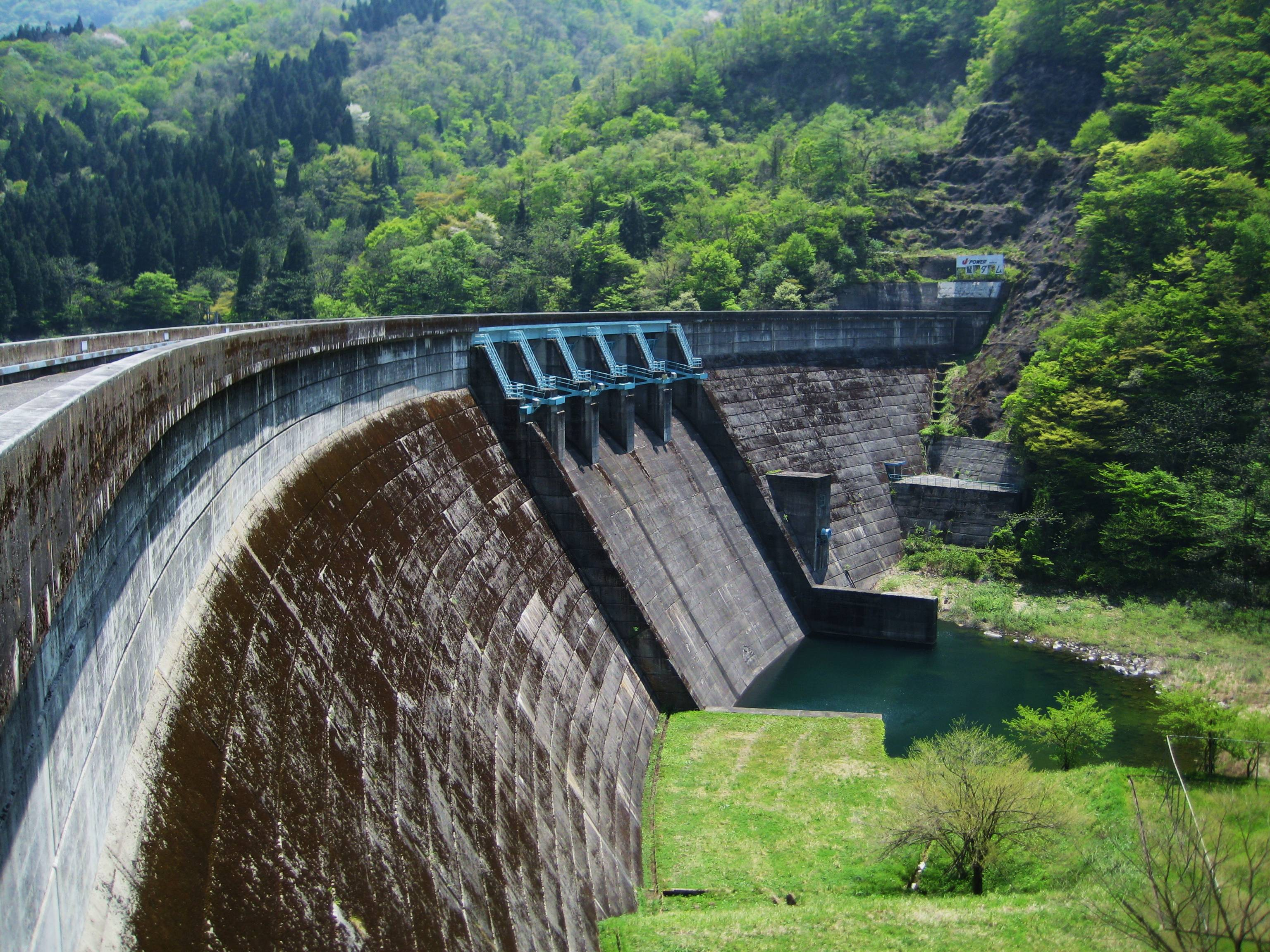
「その曲線美がいかにも九頭竜ダムの逆調整池にふさわしい」[1]と電源開発は自画自賛する。

## 周辺
JR越美北線・九頭竜湖駅から国道158号を東へ進んで間もなく鷲ダムである。鷲ダムに貯えられている水は、長野発電所で発電に使用された九頭竜ダムの水である。その一部は夜間、九頭竜ダムに揚水されるが、それ以外は湯上発電所を通じて下流に放流される。逆調整池という性格上、湯上発電所から河川への放流量は大きく変動しない。
鷲ダムから湯上発電所へと至る水路の途中には、山原（やんばら）ダムがある。鷲ダムの下流で九頭竜川に合流する石徹白川（いとしろがわ）の水は、上流の石徹白ダムほか数基の取水堰によって九頭竜ダムに送水されており、それらが取りこぼした水が下流の山原ダムで取り入れられ、鷲ダムからの水と合わせて湯上発電所に送水されている。
湯上発電所の下流には北陸電力の仏原ダムがある。同社もまた当地で開発することを検討していた。しかし、電源開発の計画と競合し、調整の結果、仏原ダムから下流部のみを新たに開発するにとどまってしまった。

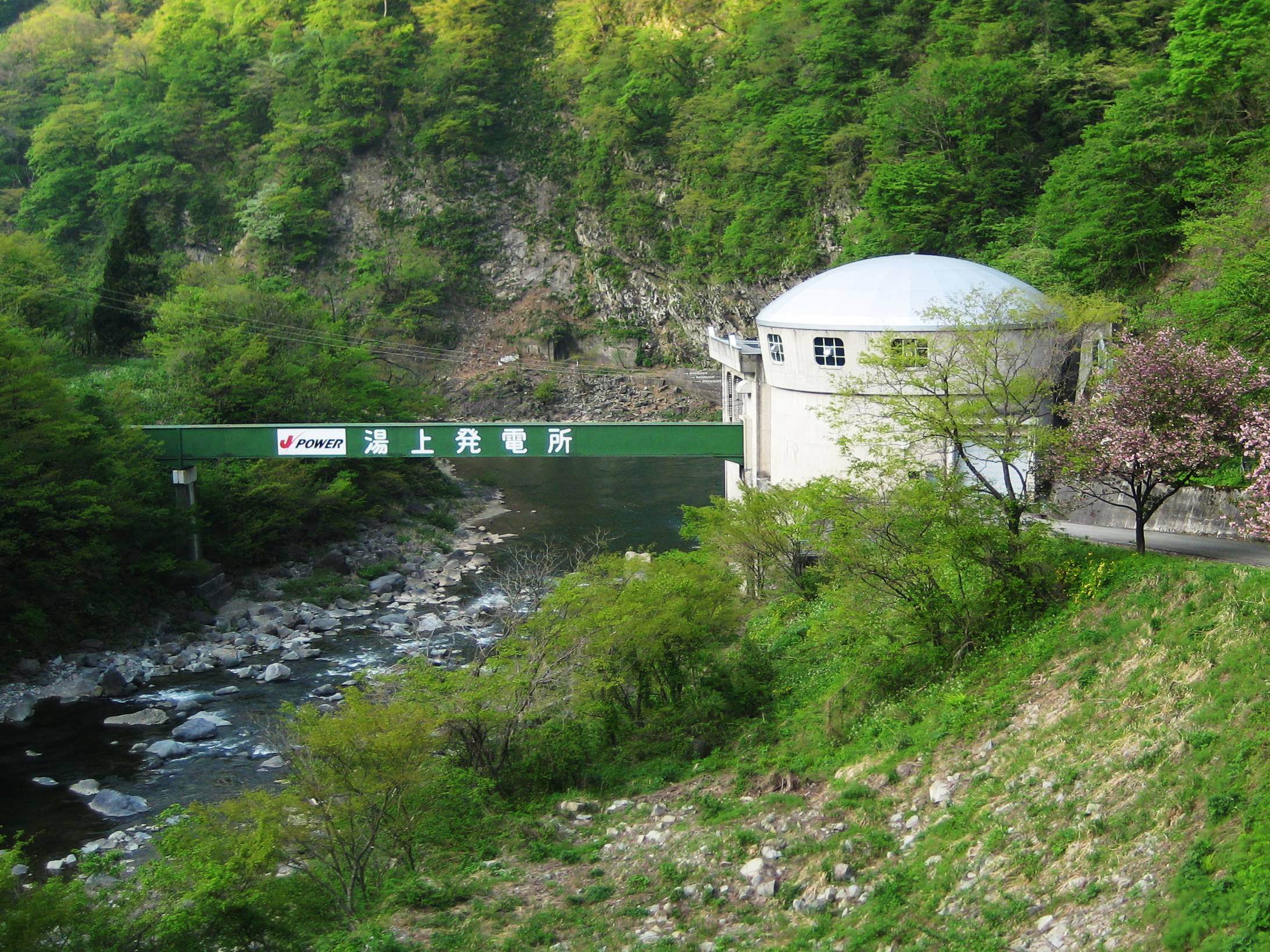
湯上発電所 水圧鉄管は山の斜面に埋設されている。